# Prunus sect. Armeniaca
Prunus sect. Armeniaca is een sectie van het geslacht Prunus uit de rozenfamilie. De sectie wordt in het ondergeslacht Prunus subg. Prunus geplaatst. Deze sectie omvat de soorten die geteeld worden om de eetbare vruchten (abrikozen), en tevens een aantal soorten die om hun sierwaarde geteeld worden.
De taxonomische positie van de groep wordt door verschillende auteurs anders behandeld. Het is niet ongebruikelijk om de groep in de literatuur tegen te komen als ondergeslacht van het geslacht Prunus. Op basis van de resultaten van moleculair fylogenetisch onderzoek, stelden Shuo Shi et al. (2013) voor om de groep als sectie in het ondergeslacht Prunus te plaatsen.

## Soorten
- Prunus armeniaca – abrikoos
- Prunus mandshurica
- Prunus mume – Japanse abrikoos
- Prunus sibirica

Voorbeelden van planten in Prunus sect. Armeniaca
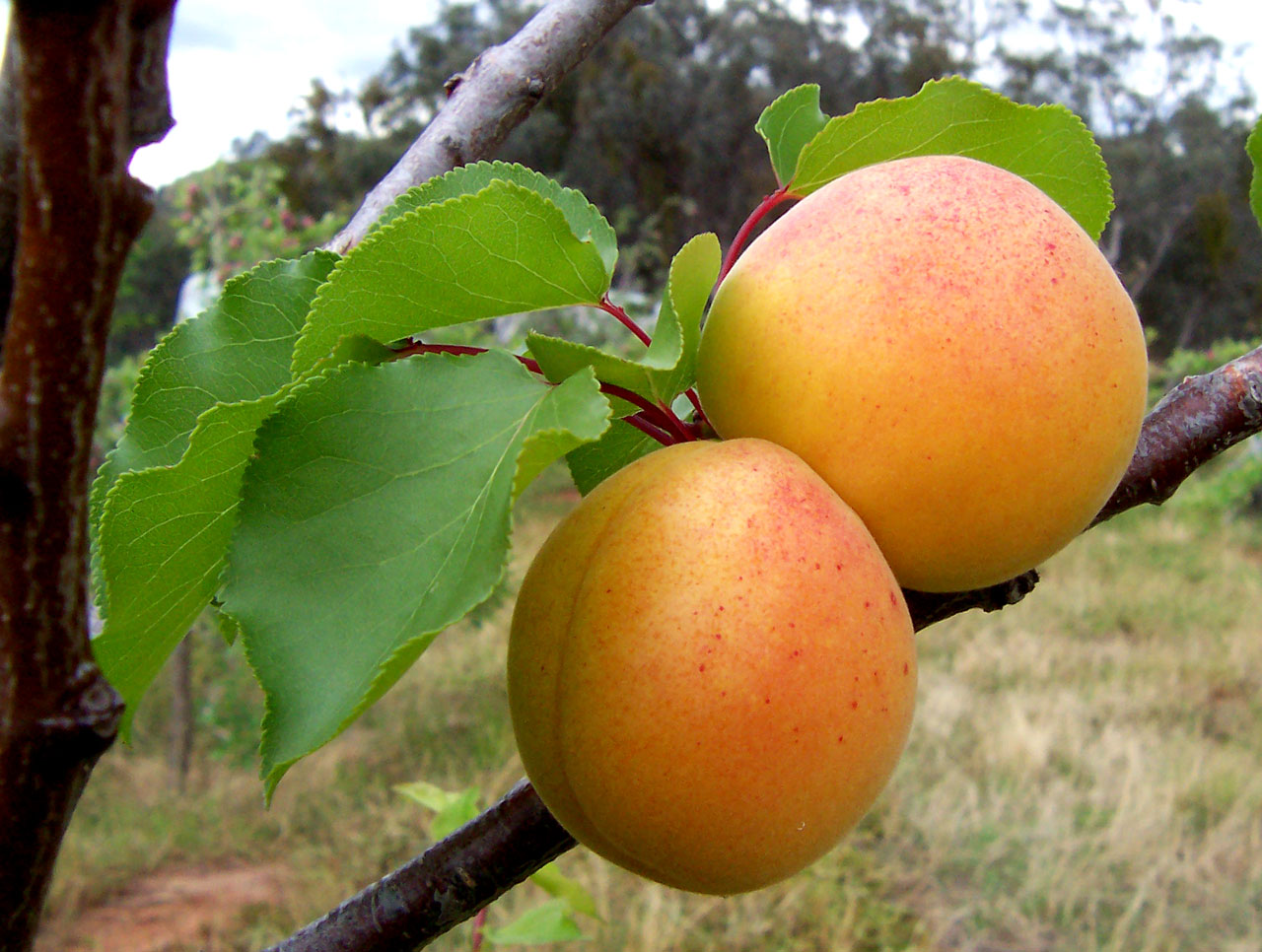
Groeiende abrikozen aan een Prunus armeniaca
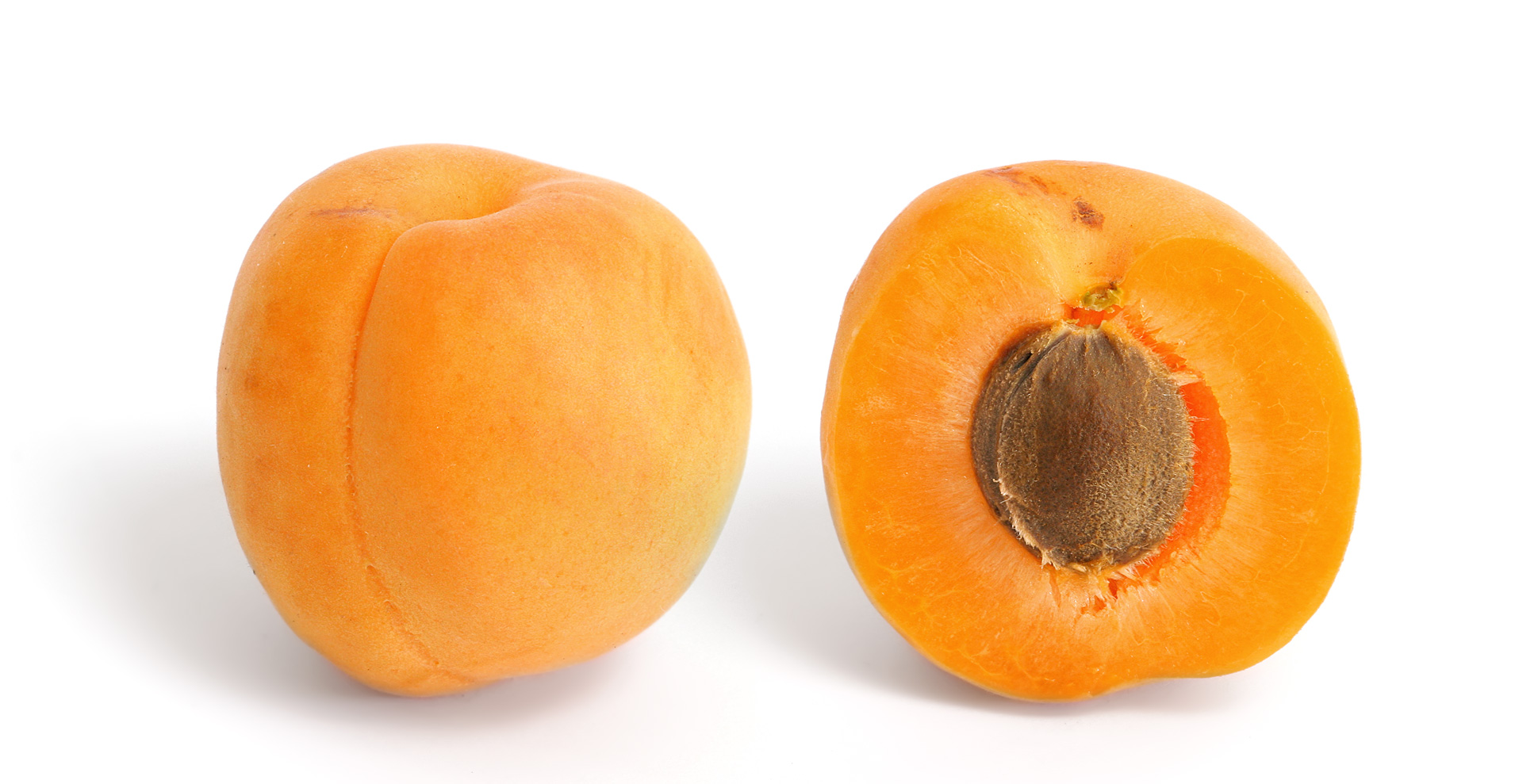
Abrikoos en opengesneden abrikoos met daarin de pit van de vrucht
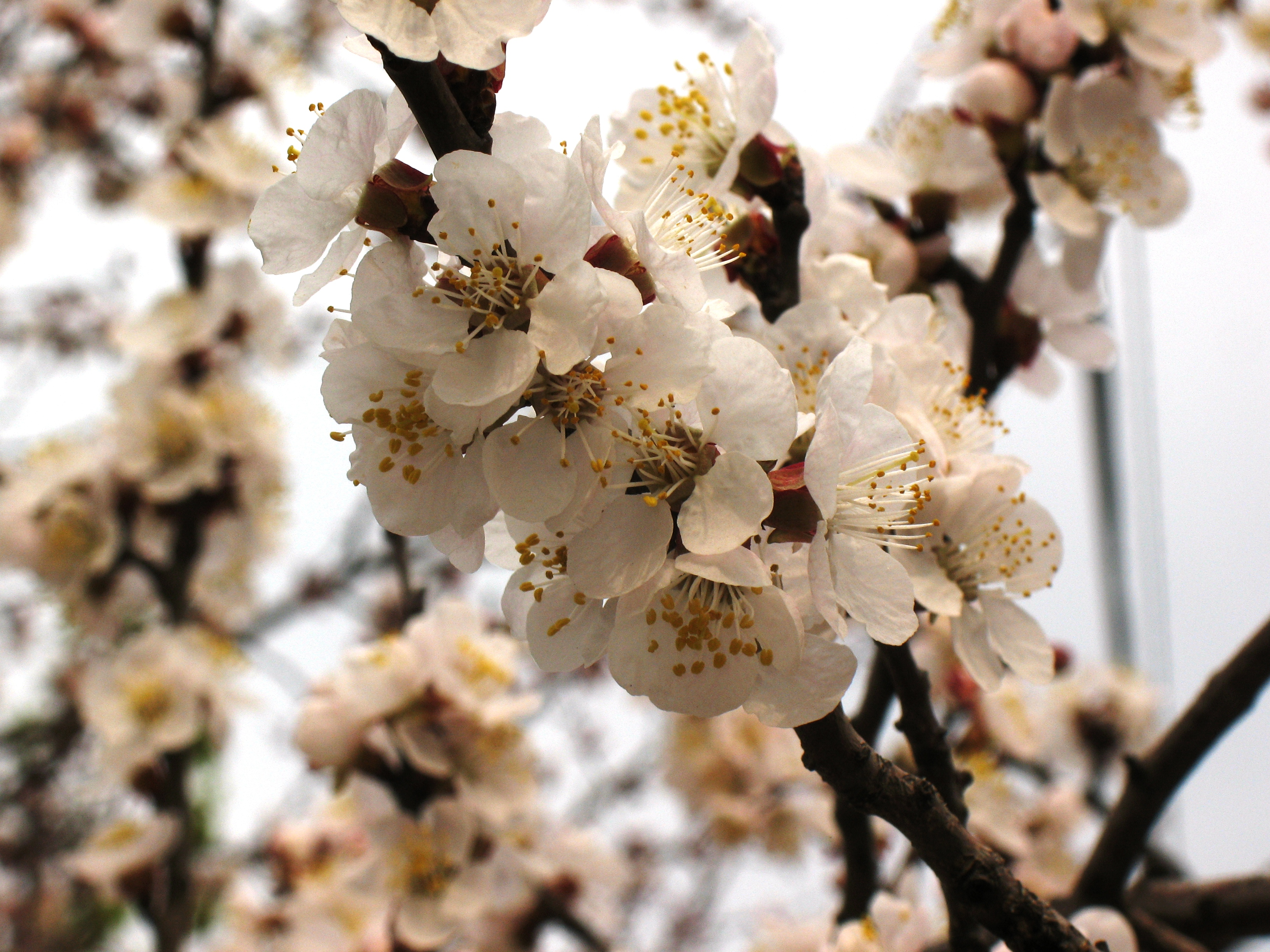
Prunus armeniaca-bloesems
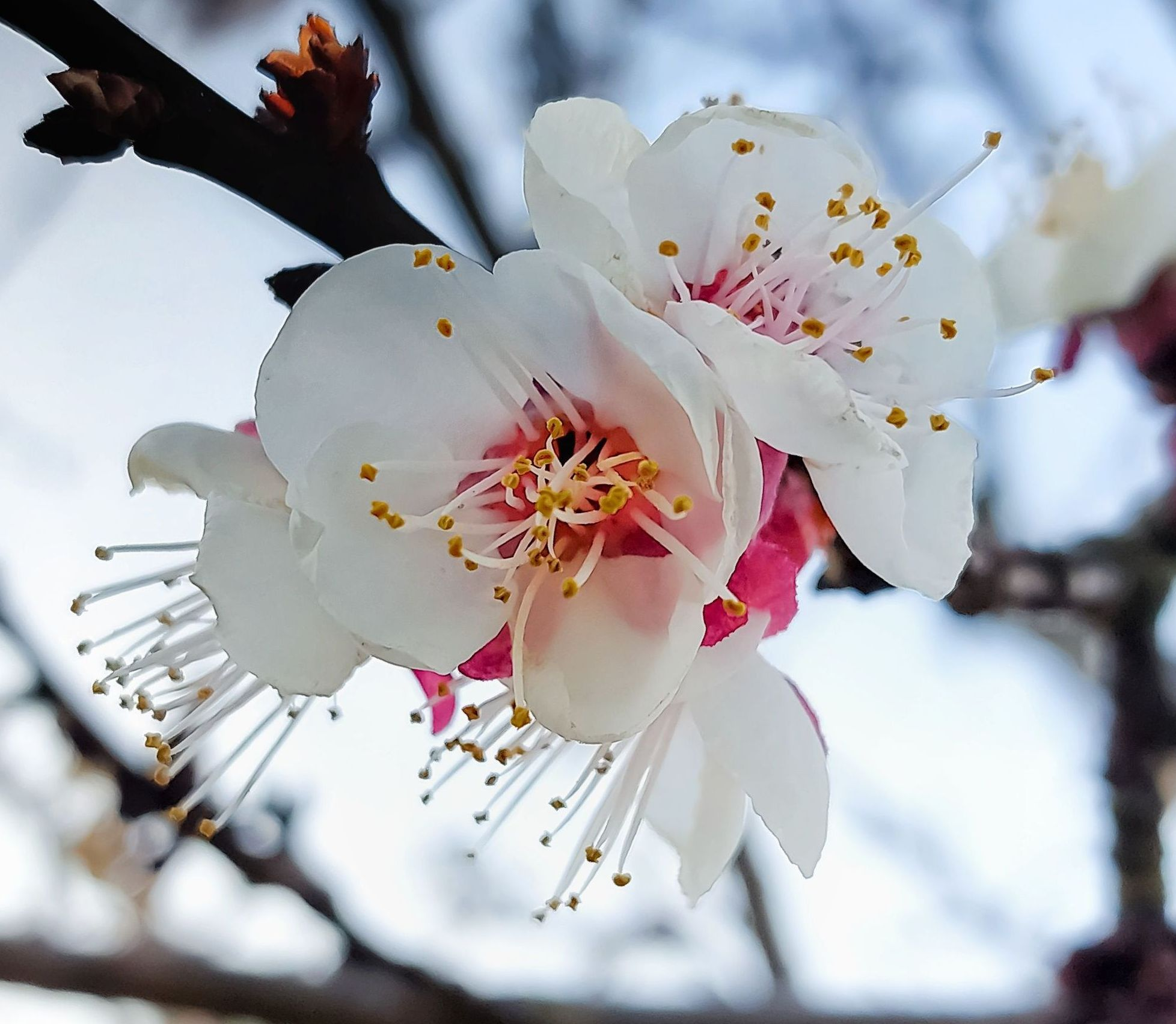
Prunus armeniaca-bloesem close-up
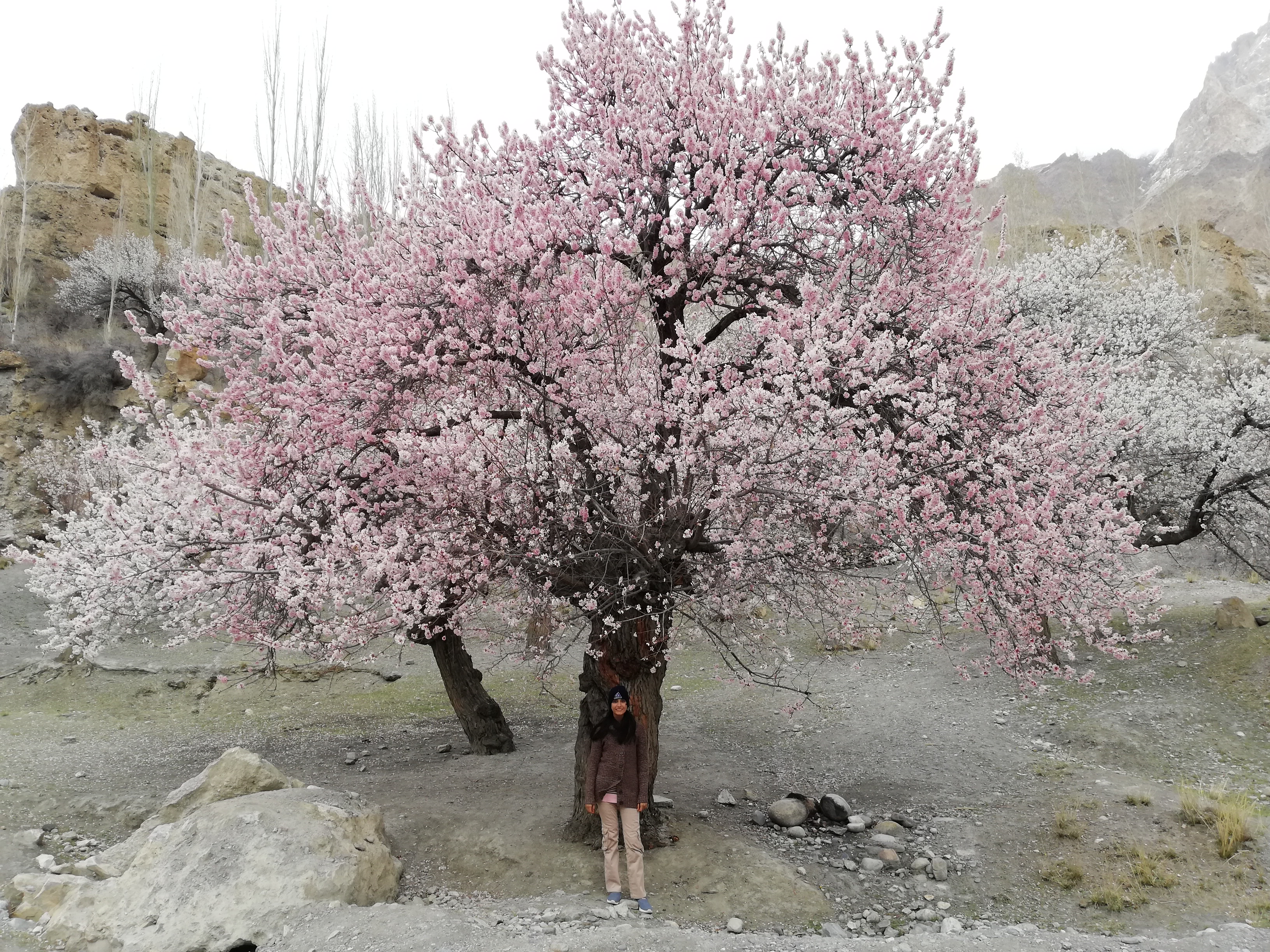
Prunus armeniaca-boom
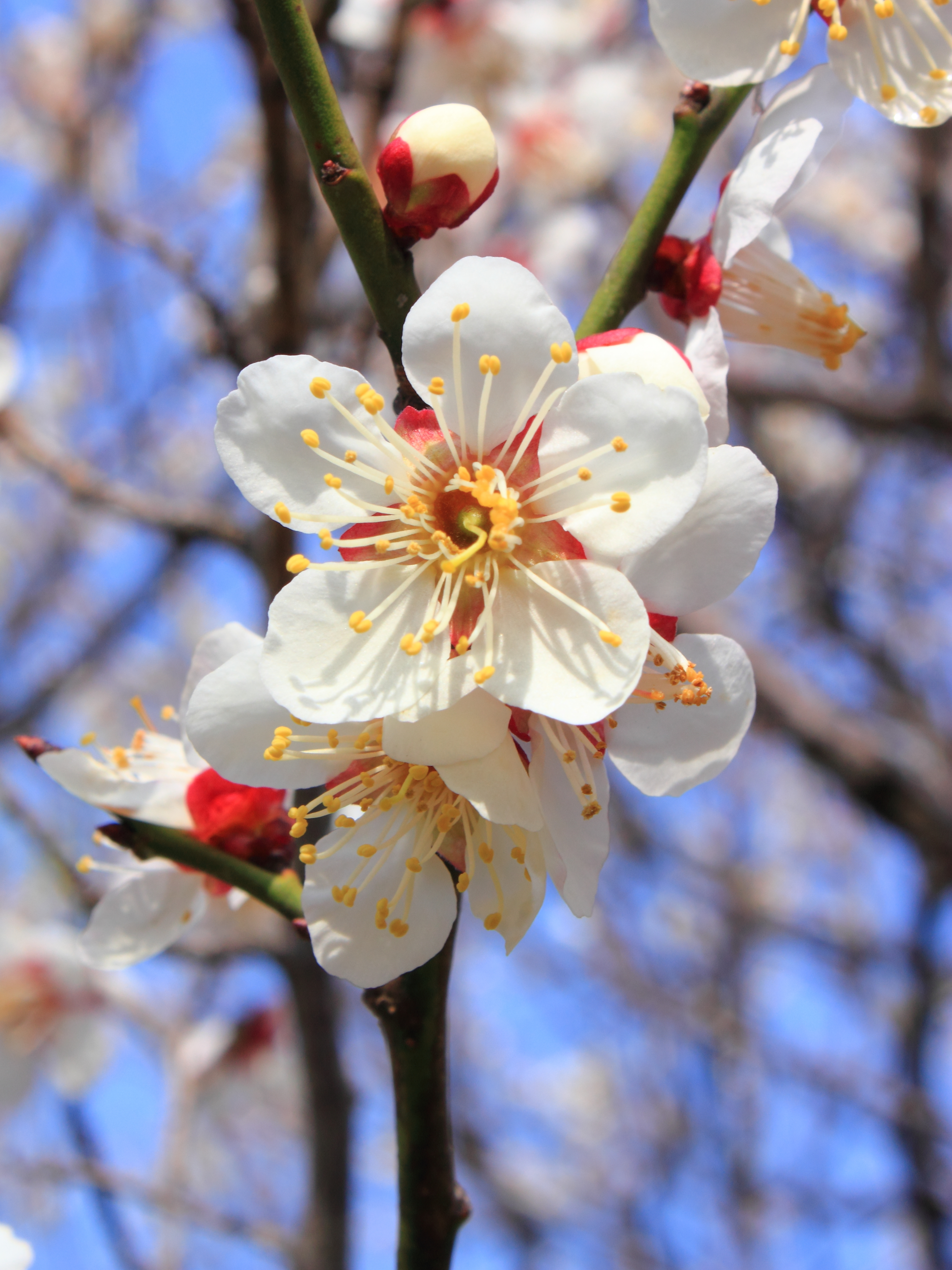
Prunus mume-bloesem
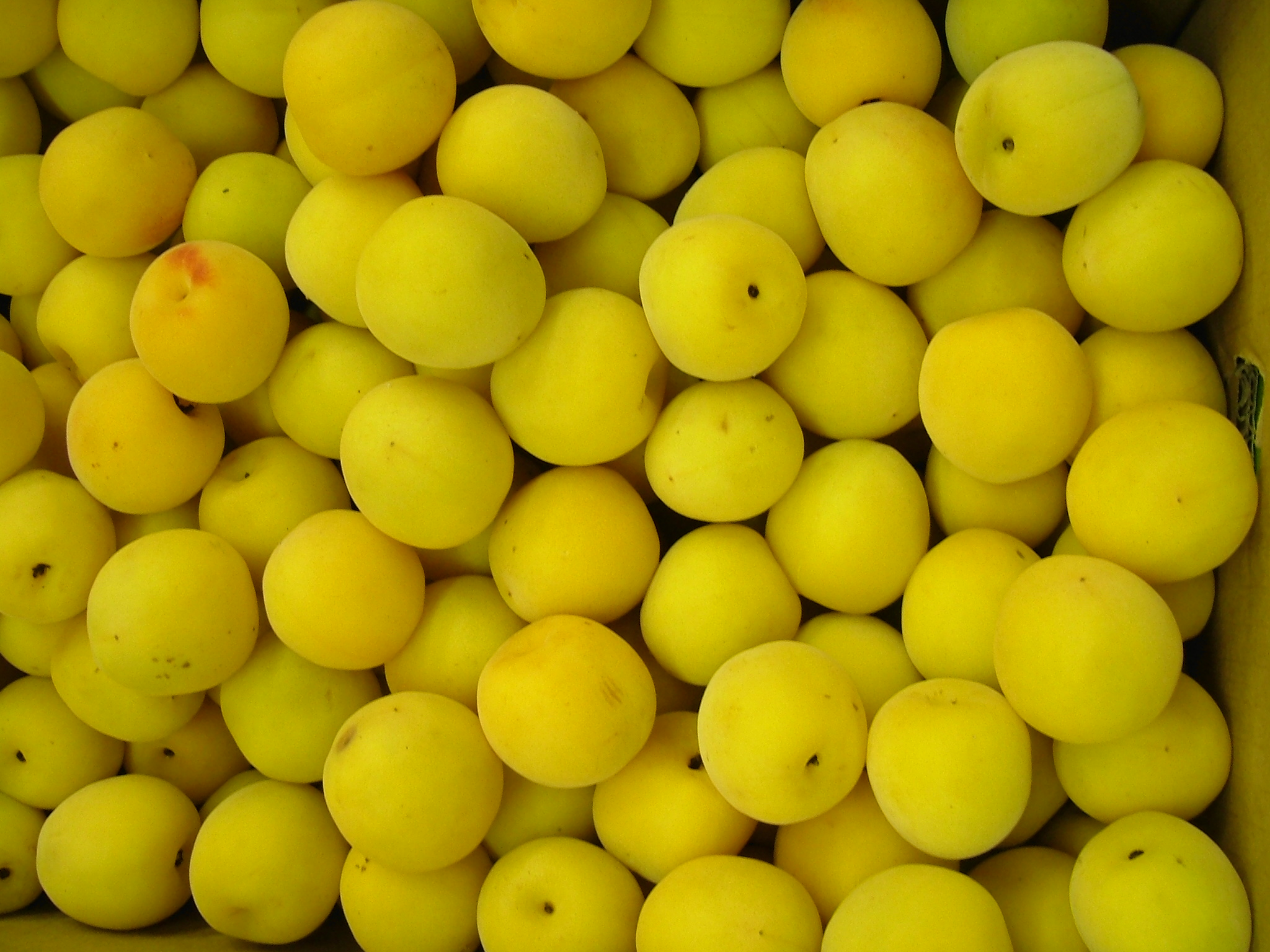
Vruchten van de Japanse abrikoos
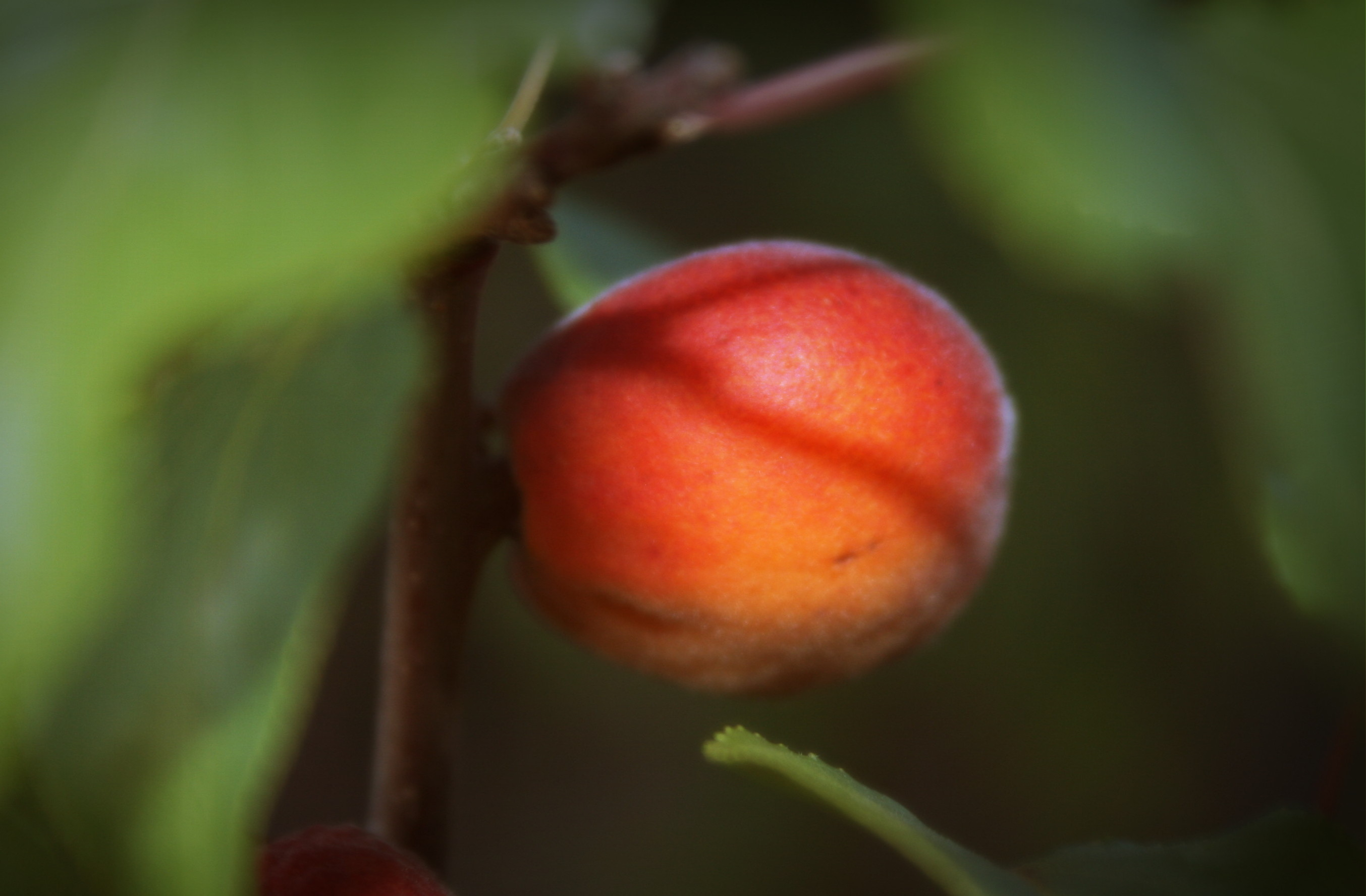
Vrucht van Prunus sibirica
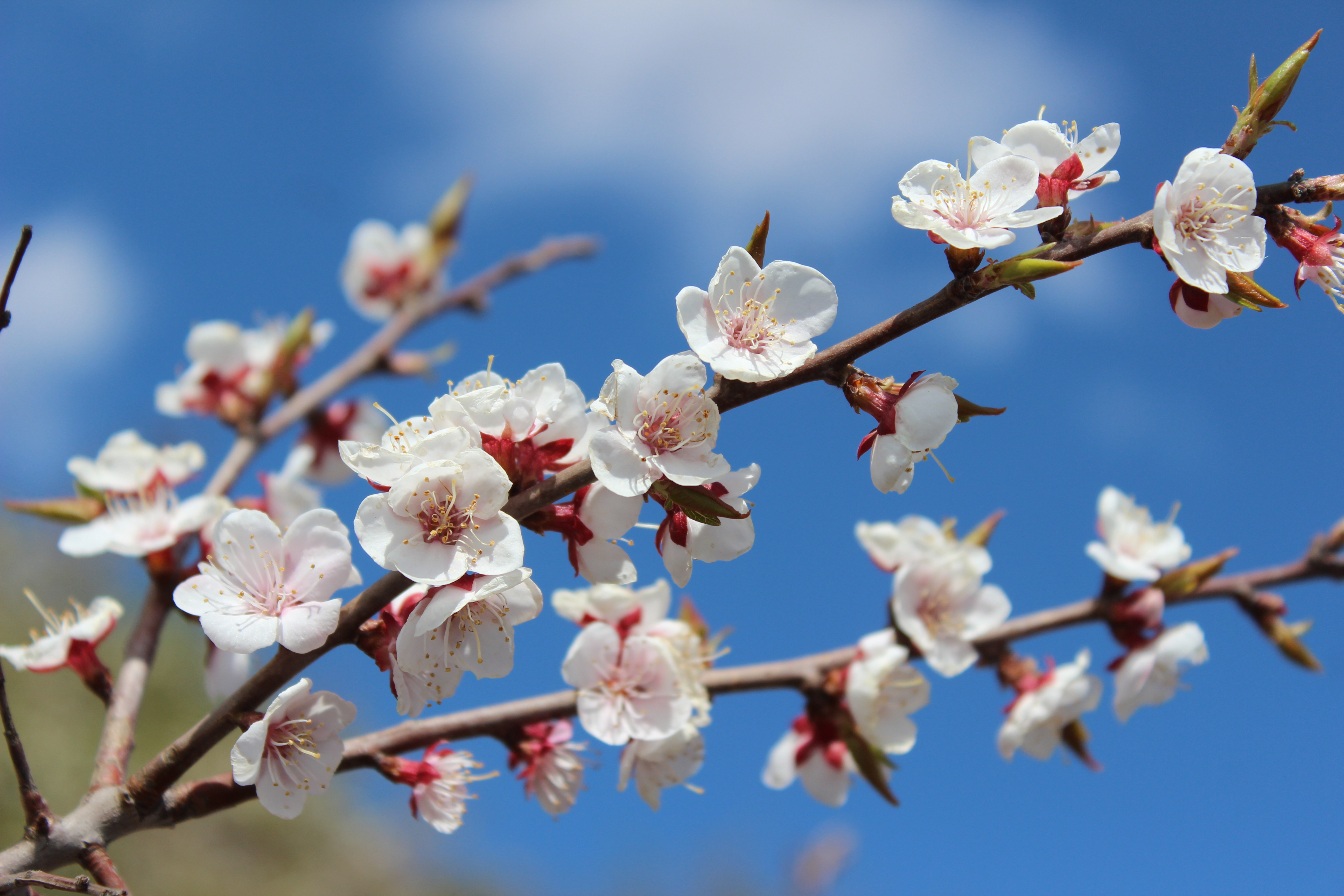
Prunus sibirica-bloesem

... · 
P. armeniaca (Abrikoos) · 
P. avium (Zoete kers) · 
P. cerasifera (Kerspruim) · 
P. cerasus (Zure kers) · 
P. domestica (Pruim) · 
P. dulcis (Amandelboom) ·
P. incisa (Fujikers) · 
P. insititia (Kroosje) · 
P. itosakura · 
P. laurocerasus (Laurierkers) · 
P. maackii · 
P. mahaleb (Weichselboom) · 
P. mume (Japanse abrikoos) · 
P. padus (Gewone vogelkers) · 
P. persica (Perzik) · 
P. salicina × armeniaca (Pluot) · 
P. serrulata (Japanse sierkers) · 
P. serotina (Amerikaanse vogelkers) · 
P. sibirica · 
P. spinosa (Sleedoorn) · 
P. ×syriaca (Mirabel) · 
P. ×yedoensis  · 
...